# コーマック分類

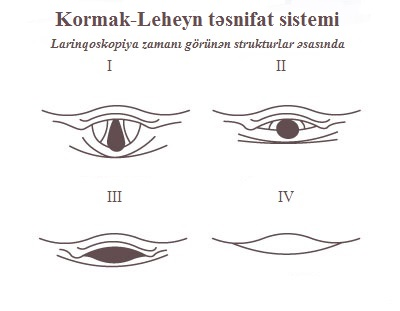
コーマック分類模式図
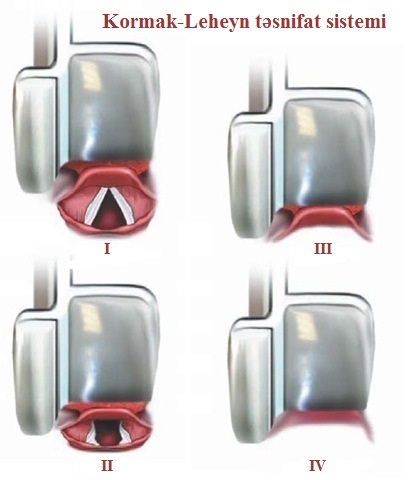
喉頭鏡で展開した場合の模式図

コーマック分類（コーマックぶんるい、Cormack-Lehane system）は直接喉頭展開によって得られた視野を、観察された構造に基づいて分類するものである。このシステムは1984年にR.S.CormackとJ.Lehaneによって、訓練中の麻酔科医が直面する可能性のあるシナリオをシミュレートする方法として発表された。グレード2を細分化した修正版が1998年に発表された。
| グレード | 状況                                           | およその頻度 | 挿管困難の確率     |
| -------- | ---------------------------------------------- | ------------ | ------------------ |
| 1        | 声門が全て見える                               | 68–74%       | <1%                |
| 2a       | 声門が一部だけ見える                           | 21–24%       | 4.3–13.4%          |
| 2b       | 声門の後端のみ、あるいは披裂軟骨のみが見える。 | 3.3–6.5%     | 65–67.4%           |
| 3        | 声門は全く見えず、喉頭蓋のみが見える。         | 1.2–1.6%     | 80–87.5%           |
| 4        | 声門も喉頭蓋も見えない。                       | 極めて稀     | 可能性が非常に高い |